# Kanton Les Cévennes Ardéchoises
Der Kanton Les Cévennes Ardéchoises ist ein französischer Wahlkreis im Département Ardèche in der Region Auvergne-Rhône-Alpes. Er umfasst 35 Gemeinden im Arrondissement Largentière und hat sein bureau centralisateur in Les Vans. Im Rahmen der landesweiten Neuordnung der französischen Kantone wurde er im Frühjahr 2015 erheblich erweitert. 2016 wurde der Kantonsname von Les Vans auf Les Cévennes Ardéchoises geändert.

## Gemeinden
Der Kanton besteht aus 35 Gemeinden mit insgesamt 19.272 Einwohnern (Stand: 1. Januar 2022) auf einer Gesamtfläche von 634,04 km²:
| Gemeinde                        | Einwohner 1. Januar 2022 | Fläche km² | Dichte Einw./km² | Code INSEE | Postleitzahl |
| ------------------------------- | ------------------------ | ---------- | ---------------- | ---------- | ------------ |
| Banne                           | 650                      | 32,68      | 20               | 07024      | 07460        |
| Beaulieu                        | 538                      | 25,47      | 21               | 07028      | 07460        |
| Beaumont                        | 261                      | 19,16      | 14               | 07029      | 07110        |
| Berrias-et-Casteljau            | 779                      | 26,42      | 29               | 07031      | 07460        |
| Chambonas                       | 978                      | 12,08      | 81               | 07050      | 07140        |
| Chandolas                       | 545                      | 11,63      | 47               | 07053      | 07230        |
| Dompnac                         | 77                       | 16,12      | 5                | 07081      | 07260        |
| Faugères                        | 113                      | 5,99       | 19               | 07088      | 07230        |
| Gravières                       | 511                      | 18,52      | 28               | 07100      | 07140        |
| Joyeuse                         | 1.760                    | 13,04      | 135              | 07110      | 07260        |
| Lablachère                      | 2.214                    | 26,38      | 84               | 07117      | 07230        |
| Laboule                         | 144                      | 17,45      | 8                | 07118      | 07110        |
| Les Assions                     | 768                      | 14,88      | 52               | 07017      | 07140        |
| Les Salelles                    | 406                      | 5,61       | 72               | 07305      | 07140        |
| Les Vans                        | 2.680                    | 31,09      | 86               | 07334      | 07140        |
| Loubaresse                      | 45                       | 8,99       | 5                | 07144      | 07110        |
| Malarce-sur-la-Thines           | 257                      | 37,34      | 7                | 07147      | 07140        |
| Malbosc                         | 146                      | 21,43      | 7                | 07148      | 07140        |
| Montselgues                     | 86                       | 35,87      | 2                | 07163      | 07140        |
| Payzac                          | 539                      | 13,70      | 39               | 07171      | 07230        |
| Planzolles                      | 162                      | 5,41       | 30               | 07176      | 07230        |
| Ribes                           | 328                      | 7,17       | 46               | 07189      | 07260        |
| Rocles                          | 263                      | 16,51      | 16               | 07196      | 07110        |
| Rosières                        | 1.307                    | 16,29      | 80               | 07199      | 07260        |
| Sablières                       | 166                      | 38,98      | 4                | 07202      | 07260        |
| Saint-André-de-Cruzières        | 464                      | 19,81      | 23               | 07211      | 07460        |
| Saint-André-Lachamp             | 166                      | 17,09      | 10               | 07213      | 07230        |
| Saint-Genest-de-Beauzon         | 335                      | 5,31       | 63               | 07238      | 07230        |
| Saint-Mélany                    | 107                      | 10,64      | 10               | 07275      | 07260        |
| Saint-Paul-le-Jeune             | 967                      | 14,38      | 67               | 07280      | 07460        |
| Saint-Pierre-Saint-Jean         | 190                      | 23,62      | 8                | 07284      | 07140        |
| Saint-Sauveur-de-Cruzières      | 566                      | 24,84      | 23               | 07294      | 07460        |
| Sainte-Marguerite-Lafigère      | 116                      | 10,07      | 12               | 07266      | 07140        |
| Valgorge                        | 415                      | 26,36      | 16               | 07329      | 07110        |
| Vernon                          | 223                      | 3,71       | 60               | 07336      | 07260        |
| Kanton Les Cévennes Ardéchoises | 19.272                   | 634,04     | 30               | 0716       | –            |

Bis zur landesweiten Neuordnung der französischen Kantone im März 2015 gehörten zum Kanton Les Vans die 14 Gemeinden Banne, Berrias-et-Casteljau, Chambonas, Gravières, Les Assions, Les Salelles, Les Vans, Malarce-sur-la-Thines, Malbosc, Saint-André-de-Cruzières, Sainte-Marguerite-Lafigère, Saint-Paul-le-Jeune, Saint-Pierre-Saint-Jean und Saint-Sauveur-de-Cruzières. Sein Zuschnitt entsprach einer Fläche von 292,77 km2. Er besaß vor 2015 einen anderen INSEE-Code als heute, nämlich 0727.

## Politik
| Vertreter im Departementrat | Vertreter im Departementrat         | Vertreter im Departementrat |
| Amtszeit                    | Namen                               | Partei                      |
| --------------------------- | ----------------------------------- | --------------------------- |
| 2015–                       | Bérengère Bastide Raoul L’Herminier | PS                          |